# The Broadway Melody
A The Broadway Melody 1929-ben bemutatott amerikai filmmusical, amelyet Harry Beaumont rendezett. A film az első musicalek közé tartozik, amik technicolor eljárásban készültek. Igaz, mára a film eredeti színes kópiája elveszett, csak a fekete-fehér változat maradt fenn. A produkció továbbá a Metro-Goldwyn-Mayer első musicalje és Hollywood első zenés hangosfilmje.
A filmet három Oscar-díjra jelölték, melyből legjobb film kategóriában sikerült nyernie.

## Cselekmény
A történet a broadwayi sztárok színfalak mögötti életéről szól. Egy testvérpár, Harriet (Bessie Love) és Queenie (Anita Page) érkezik New Yorkba a nagy broadwayi áttörés reményében. Az énekes-táncos Eddie (Charles King) eleinte Harriet iránt érdeklődik, de figyelme fokozatosan kezd átterelődni a fiatalabb és csinosabb Queenie-re.

## Főbb szereplők

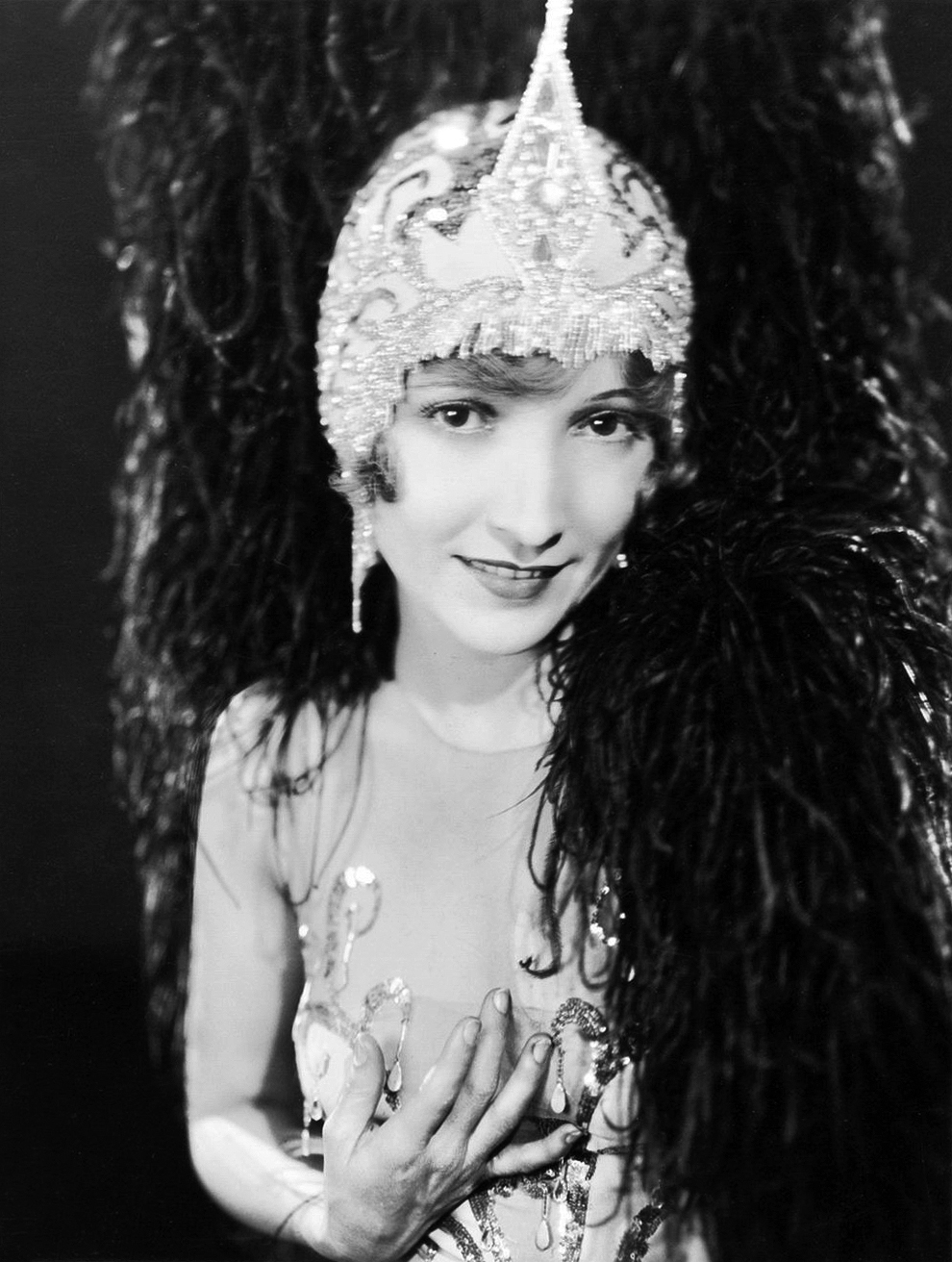
Bessie Love a Broadway Melody-ban

| Szerep           | Színész         |
| ---------------- | --------------- |
| Eddie Kearns     | Charles King    |
| Harriet Mahoney  | Bessie Love     |
| Queenie Mahoney  | Anita Page      |
| Jed nagybácsi    | Jed Prouty      |
| Jock Warriner    | Kenneth Thomson |
| Francis Zanfield | Eddie Kane      |

## Forgalmazás
A produkciót kiadták némafilmes változatban is, mert abban az időben még sok filmszínháznak nem volt meg a megfelelő hangtechnikai felszerelése, hogy hangosfilmet vetítsen. Az amerikai bemutató 1929. február 1-jén volt.

## Betétdalok
A film zenéjét Nacio Herb Brown szerezte, a dalokat pedig Arthur Freed írta.
- „Broadway Melody”
- „Love Boat”
- „You Were Meant for Me”
- „Wedding of the Painted Doll”
- „Boy Friend”
- „Truthful Deacon Brown”
- „Lovely Lady”

## Fogadtatás
Annak ellenére, hogy sok benne a klisé és a túlzott melodramatikus elem, filmtörténetileg Hollywood első komplett musicalje lett. Bár anyagilag jelentős siker volt, és szakmailag is csúcsra ért az Oscar-díj megnyerésével, az utókor nem volt mindig kegyes hozzá. A Filmsite.org így ír az 1930-as gáláról: "Ebben az évben az Oscarra jelölt filmek a leggyengébbek az amerikai filmtörténelemben, jól tükrözik azt a káoszt, ami néma- és hangosfilm közötti átmenetkor volt."

## Díjak, elismerések
- Oscar-díj (1930)
  - díj: legjobb film – Metro-Goldwyn-Mayer
  - jelölés: legjobb rendező – Harry Beaumont
  - jelölés: legjobb női főszereplő – Bessie Love

## Fordítás
Ez a szócikk részben vagy egészben  a   The_Broadway_Melody című angol Wikipédia-szócikk fordításán alapul.  Az eredeti cikk szerkesztőit annak laptörténete sorolja fel. Ez a jelzés csupán a megfogalmazás eredetét és a szerzői jogokat jelzi, nem szolgál a cikkben szereplő információk forrásmegjelöléseként.